# Laurence Sterne

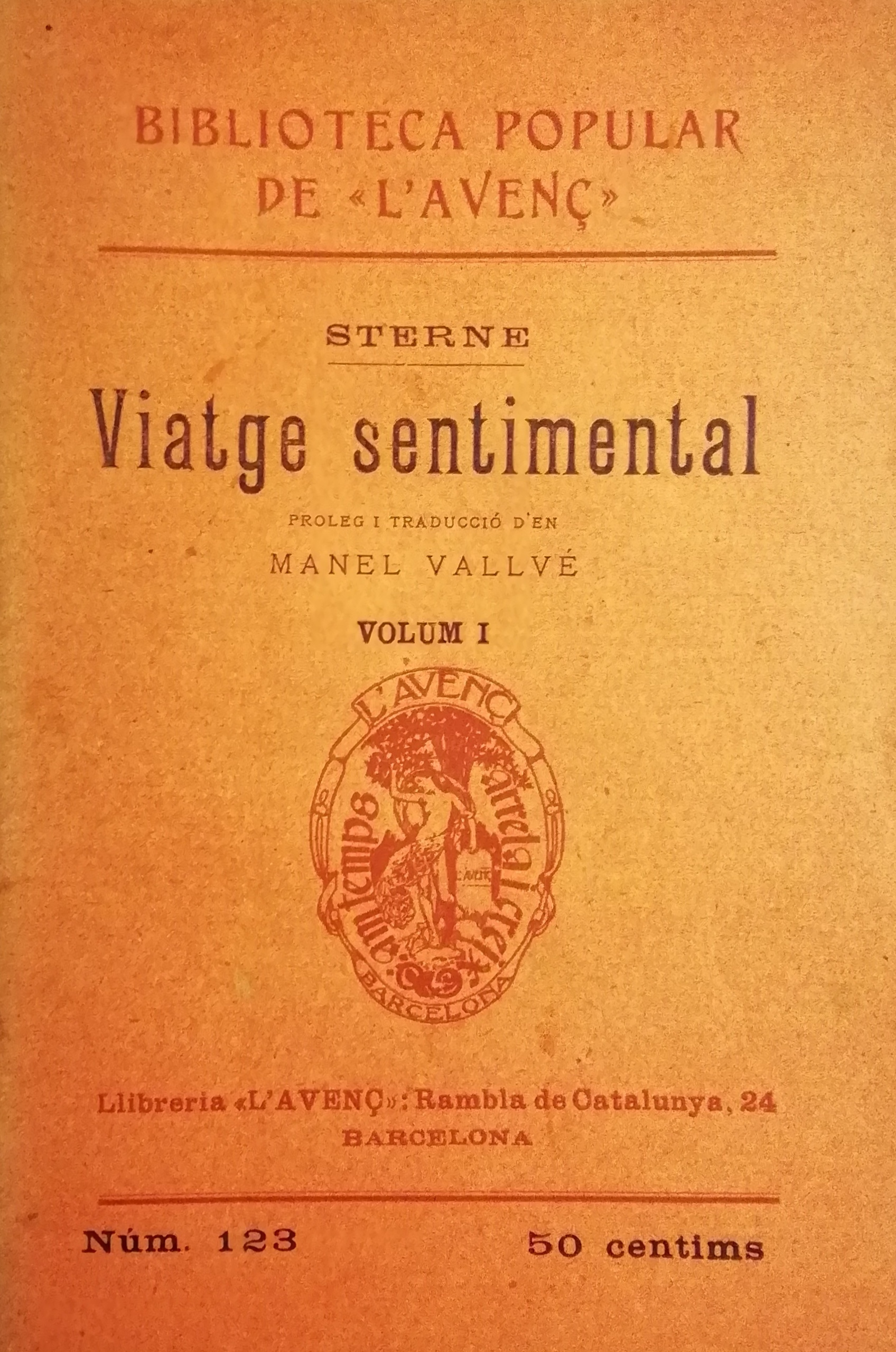
A Sentimental Journey Through France and Italy (Viatge Sentimental) de Laurence Sterne. Traducció catalana publicada a Barcelona l'any 1912.

Laurence Sterne (1713-1768) fou un escriptor anglès i sacerdot, fill d'un militar de prestigi. La seva vida personal no fou gaire feliç, ja que emmalaltí de tuberculosi, la seva dona tenia una malaltia mental i se li morí una filla ben jove. Escrigué diverses novel·les, entre les quals destaquen A Political Romance, Viatge sentimental a través de França i Itàlia --traduït per primera vegada a l'alemany per Johann Joachim Christoph Bode-- i, sobretot Tristram Shandy, --també traduït per Bode--, una sàtira que li valgué el reconeixement de tots els cercles intel·lectuals per la seva novetat en l'estructura. Se'l considera el predecessor de la literatura hipertextual i un membre indiscutible del cànon anglès.